# Jean-Louis Bernigaud de Grange
Jean Louis Bernigaud de Grange, né le 26 mars 1740 à Perrecy-les-Forges (Saône-et-Loire), mort à Paris le 8 avril 1798, est un homme politique français. En 1789, il est élu député du Tiers-état du bailliage de Chalon-sur-Saône aux États généraux.

## Biographie
Jean Louis Bernigaud est un des fils de Gilbert Bernigaud, seigneur du Chardonnet, juge grenetier au grenier à sel de Charolles, anobli en 1769 par l'achat d'une charge à la chancellerie de Dijon. Sa mère est elle-même la fille d'un receveur de grenier à sel au bourg de Mont-Saint-Vincent, dans le Charolais.
Il naît à Perrecy-les-Forges le 26 mars 1740. Il se marie le 12 juillet 1769 à Rosey (Saône-et-Loire) avec Marie Delavigne (1748-1827), la fille d'un avocat au parlement, lieutenant particulier au bailliage de Chalon, qui lui apporte en dot la terre de Grange.
Jean Louis Bernigaud de Grange se voit confier, en 1770, la charge de secrétaire du Roi en la chancellerie près le parlement de Bourgogne et de lieutenant général au bailliage de Chalon qu'il tient jusqu'à la Révolution.
En mars 1789, il préside l'assemblée des trois ordres à Chalon, avant d'être élu, en 4e place, député du tiers état le 4 avril 1789. Il signe le serment du Jeu de Paume (juin 1789), est membre du comité des assignats, où il vote contre ceux-ci. Il se classe à droite de l'Assemblée constituante et proteste contre la constitution (septembre 1791).
Après son mandat, il publie à Paris De l'état des finances au 1er mai 1789 et au 1er octobre 1791, où il dénie les principaux décrets de l'Assemblée. Il ne rentre à Chalon, qu'un an plus tard, et déclaré émigré, il y est arrêté le 20 novembre 1792. Transféré à Beaune, puis à Paris, il y arrive après le 9 thermidor [...] et est libéré en octobre 1794. Selon E. H. Lemay, il est impliqué en 1797 dans une conspiration contre le Directoire. Selon cette source, il meurt à Paris le 8 avril 1798.
De son union avec Marie Delavigne naissent au moins cinq enfants, dont deux fils : 
- Louis Gilbert Alexis Bernigaud le 8 mars 1774 à Granges, anobli par ordonnance de Louis XVIII le 6 septembre 1814 pour prendre rang de vicomte. Il prend le nom de : "Bernigaud de Grange" ;
- Louis Marie Hilaire Bernigaud le 26 novembre 1777 à Chalon-sur-Saône, anobli par ordonnance de Louis XVIII le 28 février 1816 pour prendre rang de vicomte[8]. Il prend alors le nom de : "Bernigaud de Chardonnet".

Louis Gilbert Alexis Bernigaud de Grange (1774-1832), fils aîné, bien qu'anobli se fait également reconnaître sous le patronyme de "Desgranges" et choisit de se consacrer à l'instruction, devenant instituteur, puis professeur de mathématiques, accédant ensuite à la fonction de principal du Collège Henri IV de Bergerac de 1806 à 1820. C'est en cette ville qu'il épouse en premières noces, le 29 août 1810, Suzanne Meric, avec pour témoin notamment son ami, sous-préfet de Bergerac et philosophe, Pierre François Marie Gontier de Biran (dit Maine de Biran). En effet, c'est à ce dernier que Louis Gilbert Alexis Bernigaud de Grange doit sa nomination.